# باغ ابوالفتح‌خانی
باغ ابوالفتح‌خانی یکی از باغ‌های تاریخی استان فارس واقع در شهر شیراز بوده‌است که به دستور کریمخان زند برای پسرش ابوالفتح‌خان، بنا شده‌است.
این باغ در شمال غربی شیراز، در نزدیکی باغ صفا، باغ ارم و باغ عطاالدوله قرار دارد. بخشی از دیوار شال غربی این باغ در نزدیکی ضلع جنوب شرقی باغ ارم واقع است.
فرصت الدوله شیرازی می‌نویسد:
این باغ از حیث آراستگی و پیراستگی چون باغ بهشت است و عمارت عالیه و آبشارهای گوناگون دارد.
عمارت قدیمی باغ که مانند باغ ارم بوده‌است از بین رفته و بخش‌های زیادی از زمین‌های باغ تفکیک شده‌است. برخی از درختان راهروی اصلی باغ تا هم‌اکنون باقی است که نشان از دوران شکوه و آبادانی آن دارد.